# Bischofszell Nahrungsmittel
Die Bischofszell Nahrungsmittel AG (BINA) mit Sitz in Bischofszell war ein Lebensmittelunternehmen des Schweizer Detailhandelskonzerns Migros. Einerseits verarbeitete es Kartoffeln und Früchte, andererseits stellte es Tiefkühlprodukte, Fertiggerichte und Getränke ohne Kohlensäure (Eistee und Fruchtsäfte) her. Per 1. Juni 2023 wurde das Unternehmen in die Fresh Food & Beverage Group fusioniert.

## Geschichte

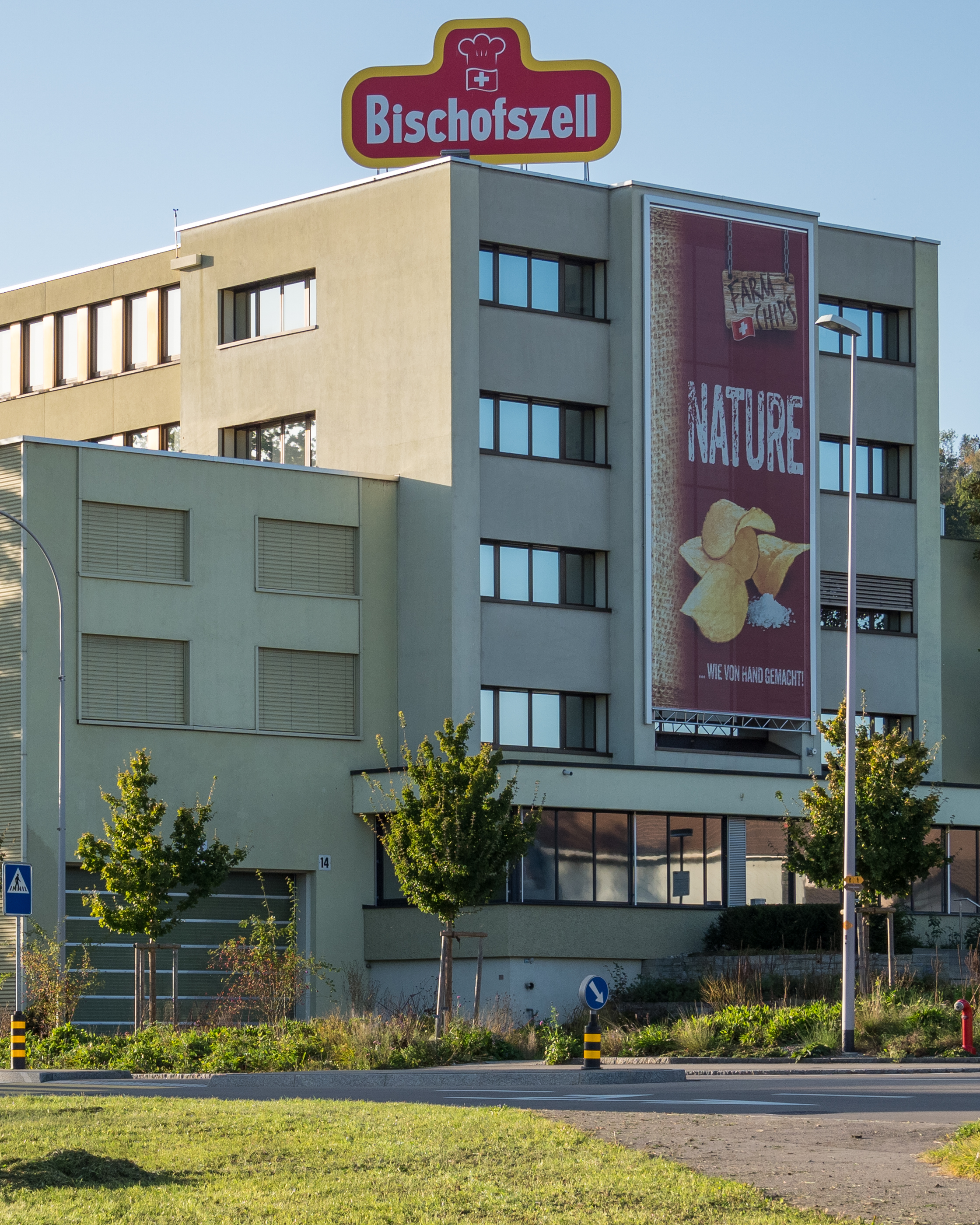
Bischofszell Nahrungsmittel AG

David Tobler gründete 1909 in Bischofszell eine Firma zur Herstellung von Dörrfrüchten und Trockenprodukten. 1912 wurde die Konservenfabrik Bischofszell AG im Handelsregister des Kantons Thurgau eingetragen. 1914 begann das Unternehmen Erbsenkonserven und Kondensmilch zu fabrizieren, 1928 kam die Produktion von Apfelkonzentrat hinzu. Ab 1933 war die Union Handelsgesellschaft AG aus Basel die Besitzerin des Unternehmens, 1945 ging es an den Migros-Genossenschafts-Bund (MGB) über. Ein Teil der Produktion wurde 1955 in die neu gegründete Conserves Estavayer SA (CESA) ausgelagert, neu hinzu kam dafür ab 1957 die Herstellung von Tiefkühlprodukten. 1966 begann die Herstellung von Kartoffelchips; die Kartoffelprodukte von BINA umfassten auch Pommes frites und Kartoffelstock.
Brik-Verpackungen für Fruchtsäfte wurden 1973 eingeführt, im selben Jahr begann die Produktion von Konfitüren. Eistee im Tetra Brik war ab 1984 erhältlich. Mit der Umwandlung der CESA in einen milchverarbeitenden Betrieb in den 1980er-Jahren übernahm die BINA wieder die Herstellung aller Konservenprodukte. Ab 1986 wurden gekühlte Fertiggerichte unter dem Label «À la carte» angeboten und das Angebot an Convenience-Produkten in den folgenden Jahren stark ausgebaut. Die Marke «Anna’s Best» bestand ab 1995 als Gegenstück zu «Betty Bossi». 1998 nahm die BINA die schweizweit erste keimfreie Getränkeabfüllung für ihre PET-Aseptic-Linie in Betrieb, 2005 folgte eine Vakuumfritteuse für Chips und 2006 eine neue kaltasepische Abfüllanlage. Im Zuge einer Wachstumsstrategie übernahm die BINA mehrere Unternehmen: Gastina GmbH (2009), Centrale Traiteur (2010), Schweizer Getränke AG (2014) und Sushi Mania (2016). Ausserdem gründete sie 2016 Bischofszell Food Innovation und 2018 Menu Casa. Nach der Übernahme des operativen Geschäfts der Schweizer Getränke AG wurde deren Standort in Obermeilen im Jahr 2017 geschlossen und nach Bischofszell verlegt.
Im Jahr 2022 begann BINA mit einem 85 Millionen-Franken-Ausbau des Standortes Bischofszell. Infolge einer Fusion mit der Jowa wurde Bischofszell Nahrungsmittel per 1. Juni 2023 in die Fresh Food & Beverage Group fusioniert und aus dem Handelsregister gelöscht. Die Bischofszell Nahrungsmittel AG war Mitglied bei der IG Bio.

## Produkte
Die Produktpalette von Bischofszell umfasste Fruchtsäfte (Obstsäfte, Most), Non-Soda-Getränke, Konfitüren, Kartoffelprodukte (Chips, Pommes frites, Kartoffelstock), Fertiggerichte (Convenience-Produkte, gekühlte Produkte) und Tiefkühlprodukte. Ein stark wachsendes Standbein der BINA war die Belieferung von Gastronomiebetrieben, Spitälern, Kantinen und der Industrie. Einzelne Produkte wurden auch exportiert und trugen insgesamt gut fünf Prozent zum Umsatz bei.

## Die Bischofszell Nahrungsmittel AG in Zahlen (2013)
- Rund 1000 Beschäftigte
- Umsatz: 564,7 Millionen Franken (davon Detailhandel: 408,1 Mio., Grossverbraucher: 132,6 Mio. und Export: 24 Mio.)
- Total 215'000 Tonnen Lebensmittel
- 57,8 % der Transporte wurden mit der Bahn abgewickelt[11]

## Geschäftsleiter (Auswahl)
- 1945–1948: Werner Ellenberger und Alfred Bertschi[12][13]
- 1948–1955: Werner Huber[14]
- 1955–1976: Klaus Breitenmoser[15]
- 1976–1981: Ulrich Geissmann[16]
- 1981–1995: Heinz Bolliger[17]
- 1996–2002: Jakob Knüsel[18]